# Coruncanii
Les Coruncanii (ou gens Coruncania) était une famille plébéienne de la Rome antique. Le premier membre de la famille à se faire connaître est Tiberius Coruncanius, un homo novus qui devient consul en 280 av. J.-C. et dictateur en 246.

## Origine
Selon Cicéron, Tiberius Coruncanius était originaire de Tusculum. Cependant, dans un discours rapporté par Tacite, l'empereur Claude a déclaré que les Coruncanii étaient originaires de Cameria.

## Onomastique des Coruncanii
Les praenomina associés aux Coruncanii qui apparaissent dans l'histoire sont Tiberius, Gaius, Lucius, et peut-être Publius. Les différents Coruncanii connus uniquement par des inscriptions utilisaient différents noms, y compris les praenomina communs Quintus, Gaius, Gnaeus, Lucius, Marcus, et Sextus. Il existe des exemples isolés d'Aulus, Manius et peut-être Spurius, mais Aulus et Spurius ne sont connus que par des filiations, tandis que Manius était un affranchi, de sorte qu'il ne s'agissait peut-être pas des praenomina habituels des Coruncanii.
Aucune branche parallèle n'est identifiable dans les textes et inscriptions.

## Membres connus

### Sous la République
- Tiberius Coruncanius, (v. -375 - ?)[2];
  - Tiberius Coruncanius, (v. -350 - ?)[2];
    - Tiberius Coruncanius, (v. -320 - ap. -246), consul en 280 avant J.-C., il triomphe des Étrusques. Il fut probablement censeur vers 270, devint le premier plébéien Pontifex Maximus vers 254, et fut dictateur en 246[a 3],[a 4],[3],[a 5],[a 6],[a 7],[a 8],[a 9],[4],[2].
    - ? Caius Coruncanius, (v. -270 - ap. -230), lui et son frère Lucius ont été ambassadeurs envoyés par le sénat à Teuta, pour se plaindre des déprédations maritimes de ses sujets.
    - Lucius Coruncanius, (v. 270 - -230), sa mise à mort par Teuta provoque la première guerre illyrienne[a 10],[a 11],[a 12],[4],[5].

### Sous le Principat

#### Coruncanii Oricula
Les Coruncanii Oricula sont inscrits dans la tribu Pollia.
- Caius Coruncanius, (v. -50 - ?);
  - Caius Coruncanius Oricula, (v. -20 - v. 25), préfet des ouvriers, tribun militaire dans la Legio XXI Rapax, enterré à Rome, avec un monument dédié par sa femme, Julia Pia[b 1].

#### Autres
- Coruncania, une affranchie nommée sur un monument de Nuceria[b 2].
- Coruncania C. f., l'une des filles de Gaius Caecilius Gallus, soldat et fonctionnaire municipal, et de sa femme, Proxinia Procula, nommée sur un monument à Rusicade en Numidie[b 3].
- Aulus Coruncanius, l'ancien maître de Coruncania[b 2].
- Gaius Coruncanius, l'ancien maître de Gaius Coruncanius Hilarus[b 4].
- Lucius Coruncanius, l'ancien maître de Lucius Coruncanius Laches[b 5].
- Gnaeus Coruncanius, le père de Gnaeus Coruncanius Rufus[b 6].
- Manius Coruncanius M. s., un esclave nommé dans une inscription de Minturnae [b 7].
- Marcus Coruncanius, maître de Manius[b 7].
- Quintus Coruncanius, l'ancien maître de Coruncania Pasis[b 8].
- Quintus Coruncanius, l'ancien maître de Quintus Coruncanius Theucer[b 9].
- Sextus Coruncanius, l'ancien maître de Sextus Coruncanius Chilo et Coruncania Chila[b 10].
- Spurius Coruncanius, le père de Coruncania Tertia[b 11].
- Coruncania Sexe. l. Chila, une affranchie enterrée à Rome
- Sextus Coruncanius Sexe. l. Chilon, affranchi enterré à Rome[b 10].
- Coruncania Q. l. Creste, affranchie enterrée à Rome[b 12].
- Quintus Coruncanius Q. l. Eros, un affranchi enterré à Rome[b 12].
- Gnaeus Coruncanius Faustinus, inhumé à Vicus Augusti en Sardaigne, âgé de vingt-cinq ans[b 13].
- (Quinta ? ) Coruncania Hilara, nommé dans une inscription funéraire de Rome[b 14].
- Gaius Coruncanius C. l. Hilarus, un affranchi devenu l'un des Seviri Augustales à Augusta Taurinorum [b 4].
- Coruncania Sexe. F. Ismurna, enterrée à Rome[b 10].
- Lucius Coruncanius L. l. Laches, affranchi enterré à Rome[b 5].
- Coruncania Q. l. Pasis, une affranchie nommée dans une inscription de Rome[b 8].
- Gnaeus Coruncanius Cn. F. Rufus, l'un des fonctionnaires qui ont présidé les rites de Diane à Rome, vers l'an 1[b 6].
- Quintus Coruncanius Statius, l'ancien maître de Quintus Coruncanius Eros et Coruncania Creste, enterré à Rome[b 12].
- Coruncania S. f. Tertia, nommé dans une inscription de Rome[b 11].
- Quintus Coruncanius Q. l. Theucer, affranchi enterré à Rome
- Marcus Aurelius Coruncanius Victor, enterré à Rome avec sa femme, Vitella Romana, dans leur sépulcre familial[b 15].